# Stef Nijland
Stef Nijland (n. 10 august 1988, Hoogezand, Țările de Jos) este un fotbalist aflat sub contract cu Zwolle.